# Pouques-Lormes
Pouques-Lormes è un comune francese di 165 abitanti situato nel dipartimento della Nièvre nella regione della Borgogna-Franca Contea.

## Società

### Evoluzione demografica
Abitanti censiti